# Lambanapu
Lambanapu is een bestuurslaag in het regentschap Oost-Soemba van de provincie Oost-Nusa Tenggara, Indonesië. Lambanapu telt 2702 inwoners (volkstelling 2010).